# Borrenes
Borrenes est une commune d'Espagne dans la province de León, communauté autonome de Castille-et-León. Elle s'étend sur 36,38 km2 et comptait environ 368 habitants en 2014.
La commune est située sur le Camino de Invierno, un des chemins secondaire du pèlerinage de Saint-Jacques-de-Compostelle qui commence à Ponferrada.

## Démographie
| 1991 | 1996 | 2001 | 2004 | 2011 | 2014 |
| ---- | ---- | ---- | ---- | ---- | ---- |
| 612  | 551  | 468  | 465  | 410  | 368  |